# Balaban (Pristina)
Pour les articles homonymes, voir Balaban.
Ballaban en albanais et Balaban en serbe latin (en serbe cyrillique : Балабан) est une localité du Kosovo située dans la commune/municipalité de Pristina, district de Pristina (Kosovo) ou district de Kosovo (Serbie). Selon le recensement kosovar de 2011, elle compte 167 habitants, tous albanais.

## Histoire
Sur le territoire du village se trouvent les ruines de l'église médiévale du XVIe siècle de Balaban avec son cimetière ; mentionnées par l'Académie serbe des sciences et des arts, elles sont inscrites sur la liste des monuments culturels du Kosovo.

## Démographie

### Évolution historique de la population dans la localité
| 1948 | 1953 | 1961 | 1971 | 1981 | 1991 | 2011 |
| ---- | ---- | ---- | ---- | ---- | ---- | ---- |
| 681  | 602  | 648  | 614  | 514  | 558  | 167  |

|  |